# 학교 가는 길
《학교 가는 길》(Buddha Collapsed Out Of Shame, Buda As Sharm Foru Rikht)은 프랑스에서 제작된 하나 마흐말바프 감독의 2007년 드라마, 전쟁 영화이다. 니키바크 노루즈 등이 주연으로 출연하였고 Maysam Makhmalbaf 등이 제작에 참여하였다.

## 출연

### 주연
- 니키바크 노루즈
- 아브도라리 후세이나리
- 압바스 알리조메

## 기타
- 미술: 아크바 메쉬키니